# Gran Premio motociclistico d'Italia 2010
Il Gran Premio motociclistico d'Italia 2010 corso il 6 giugno, è il quarto Gran Premio della stagione 2010. La gara si è disputata a Scarperia, sul circuito del Mugello.

## MotoGP

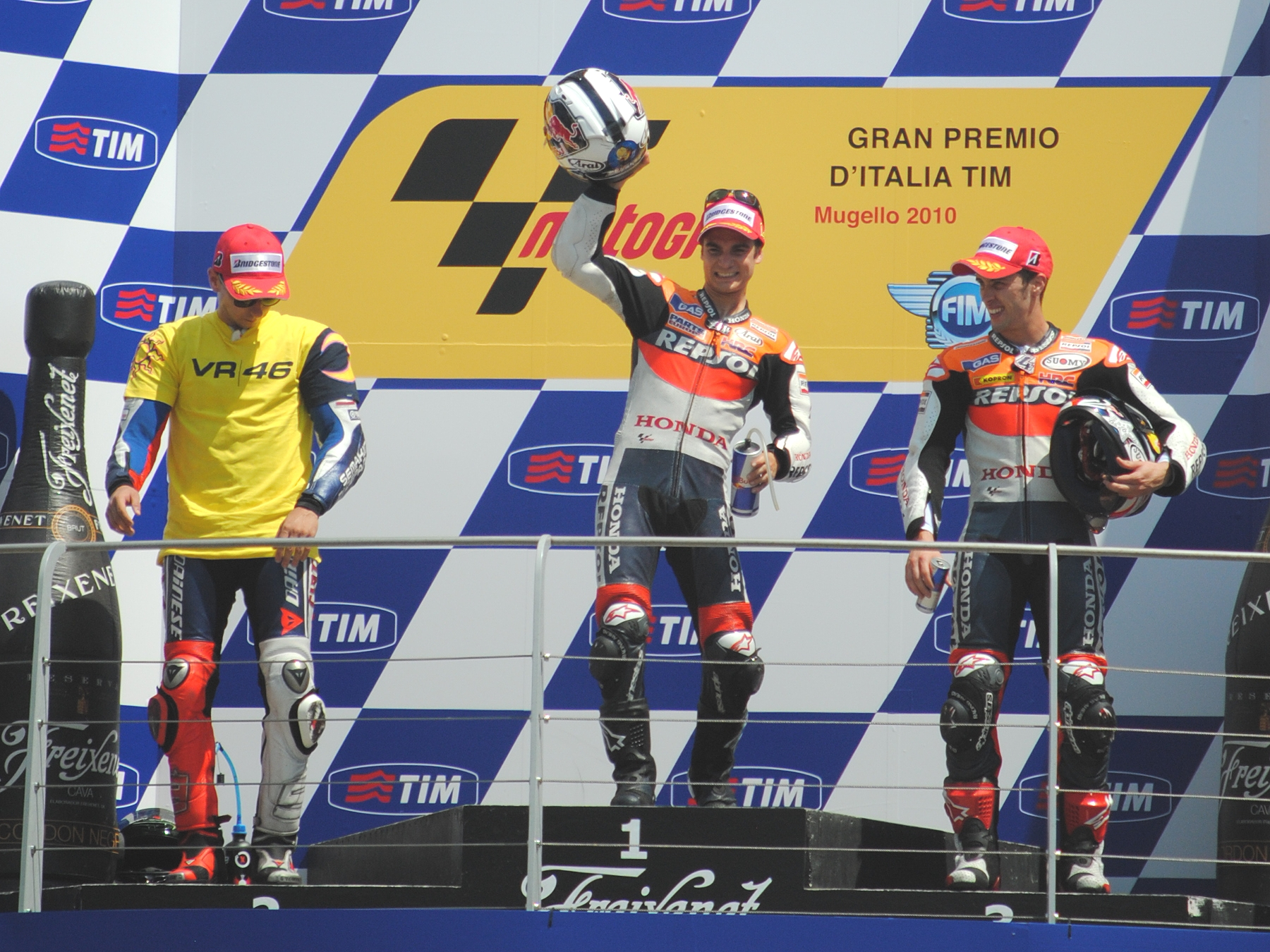
Il podio della classe MotoGP, composto da Lorenzo (secondo), Pedrosa (primo) e Dovizioso (terzo)

Valentino Rossi non prende parte al Gran Premio a causa della frattura di tibia e perone destri rimediata nella seconda sessione di prove libere.

### Arrivati al traguardo
| Pos | Nº | Pilota           | Squadra                 | Motocicletta | Giri | Tempo     | Griglia | Punti |
| --- | -- | ---------------- | ----------------------- | ------------ | ---- | --------- | ------- | ----- |
| 1   | 26 | Daniel Pedrosa   | Repsol Honda            | Honda        | 23   | 42'28.066 | 1       | 25    |
| 2   | 99 | Jorge Lorenzo    | Fiat Yamaha             | Yamaha       | 23   | +4.014    | 2       | 20    |
| 3   | 4  | Andrea Dovizioso | Repsol Honda            | Honda        | 23   | +6.196    | 8       | 16    |
| 4   | 27 | Casey Stoner     | Ducati Marlboro         | Ducati       | 23   | +25.703   | 3       | 13    |
| 5   | 33 | Marco Melandri   | San Carlo Honda Gresini | Honda        | 23   | +25.735   | 14      | 11    |
| 6   | 14 | Randy de Puniet  | LCR Honda               | Honda        | 23   | +25.965   | 6       | 10    |
| 7   | 11 | Ben Spies        | Monster Yamaha Tech 3   | Yamaha       | 23   | +28.806   | 7       | 9     |
| 8   | 41 | Aleix Espargaró  | Pramac Racing           | Ducati       | 23   | +40.172   | 9       | 8     |
| 9   | 58 | Marco Simoncelli | San Carlo Honda Gresini | Honda        | 23   | +41.394   | 11      | 7     |
| 10  | 65 | Loris Capirossi  | Rizla Suzuki            | Suzuki       | 23   | +42.107   | 12      | 6     |
| 11  | 7  | Hiroshi Aoyama   | Interwetten Honda       | Honda        | 23   | +43.095   | 10      | 5     |
| 12  | 40 | Héctor Barberá   | Paginas Amarillas Aspar | Ducati       | 23   | +43.363   | 13      | 4     |
| 13  | 5  | Colin Edwards    | Monster Yamaha Tech 3   | Yamaha       | 23   | +1:14.393 | 5       | 3     |
| 14  | 19 | Álvaro Bautista  | Rizla Suzuki            | Suzuki       | 23   | +1:24.389 | 16      | 2     |

### Ritirati
| Nº | Pilota       | Squadra         | Motocicletta | Giri | Griglia |
| -- | ------------ | --------------- | ------------ | ---- | ------- |
| 36 | Mika Kallio  | Pramac Racing   | Ducati       | 8    | 15      |
| 69 | Nicky Hayden | Ducati Marlboro | Ducati       | 5    | 4       |

### Non partito
| Nº | Pilota          | Squadra     | Motocicletta |
| -- | --------------- | ----------- | ------------ |
| 46 | Valentino Rossi | Fiat Yamaha | Yamaha       |

## Moto2

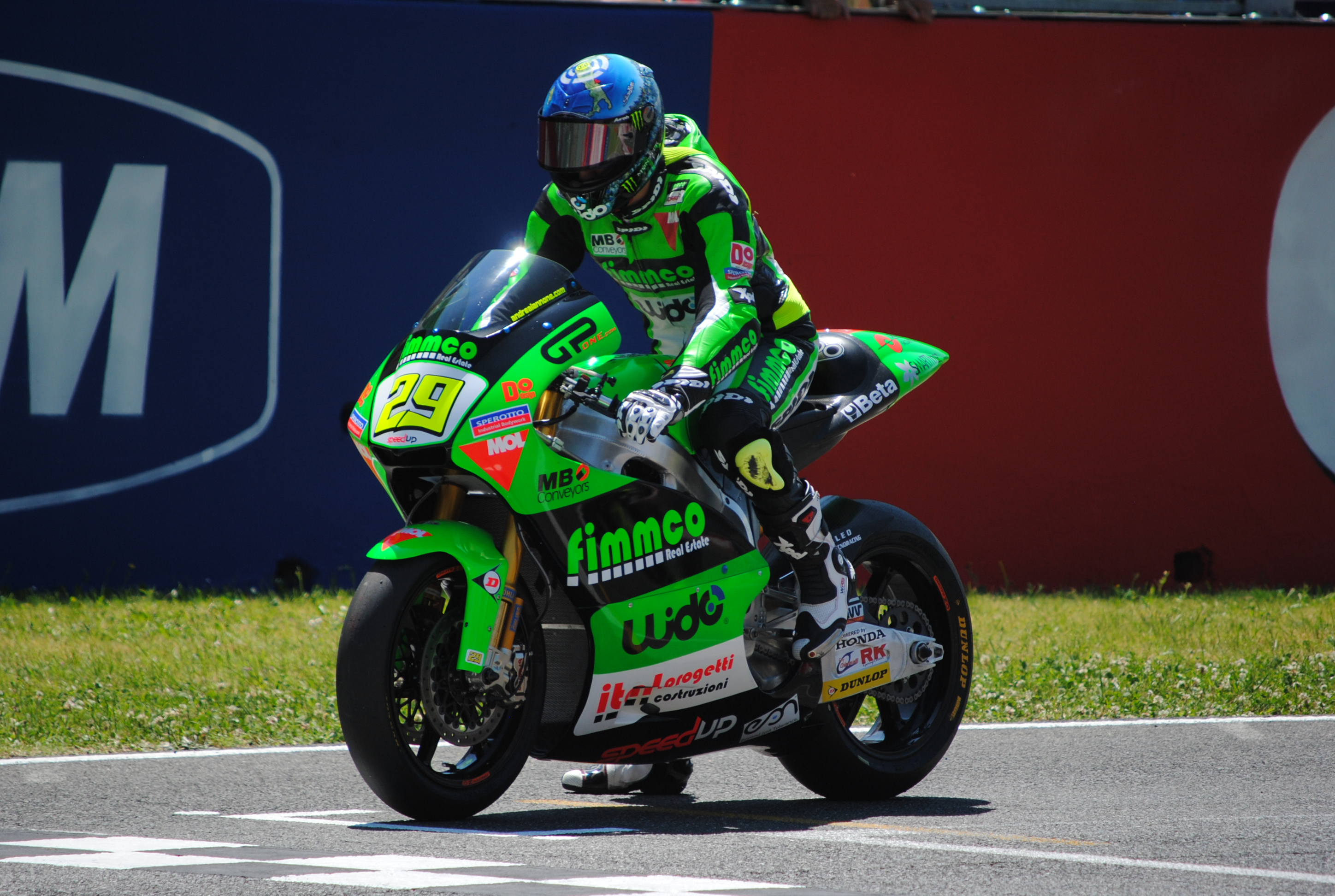
Iannone, vincitore della gara della classe Moto2, sulla griglia di partenza

In questo Gran Premio corre Xavier Siméon su Moriwaki con lo status di wildcard, mentre Mashel Al Naimi, infortunato, viene sostituito da Anthony Delhalle.

### Arrivati al traguardo
| Pos | Nº | Pilota             | Squadra                    | Motocicletta | Giri | Tempo     | Griglia | Punti |
| --- | -- | ------------------ | -------------------------- | ------------ | ---- | --------- | ------- | ----- |
| 1   | 29 | Andrea Iannone     | Fimmco Speed Up            | Speed Up     | 21   | 41:05.374 | 1       | 25    |
| 2   | 40 | Sergio Gadea       | Tenerife 40 Pons           | Pons Kalex   | 21   | +2.764    | 6       | 20    |
| 3   | 3  | Simone Corsi       | JIR Moto2                  | MotoBi       | 21   | +2.799    | 26      | 16    |
| 4   | 12 | Thomas Lüthi       | Interwetten Moriwaki       | Moriwaki     | 21   | +2.814    | 9       | 13    |
| 5   | 24 | Toni Elías         | Gresini Racing             | Moriwaki     | 21   | +3.404    | 2       | 11    |
| 6   | 48 | Shōya Tomizawa     | Technomag-CIP              | Suter        | 21   | +3.826    | 5       | 10    |
| 7   | 2  | Gábor Talmácsi     | Fimmco Speed Up            | Speed Up     | 21   | +7.209    | 7       | 9     |
| 8   | 72 | Yūki Takahashi     | Tech 3 Racing              | Tech 3       | 21   | +8.377    | 19      | 8     |
| 9   | 60 | Julián Simón       | Mapfre Aspar               | Suter        | 21   | +8.584    | 10      | 7     |
| 10  | 6  | Alex Debón         | Aeroport de Castello - Ajo | FTR          | 21   | +8.931    | 15      | 6     |
| 11  | 15 | Alex De Angelis    | RSM Team Scot              | Force GP210  | 21   | +9.149    | 3       | 5     |
| 12  | 55 | Héctor Faubel      | Marc VDS Racing            | Suter        | 21   | +9.991    | 12      | 4     |
| 13  | 25 | Alex Baldolini     | Caretta Technology Race    | I.C.P.       | 21   | +12.219   | 11      | 3     |
| 14  | 65 | Stefan Bradl       | Viessmann Kiefer Racing    | Suter        | 21   | +19.110   | 23      | 2     |
| 15  | 10 | Fonsi Nieto        | Holiday Gym G22            | Moriwaki     | 21   | +19.680   | 35      | 1     |
| 16  | 77 | Dominique Aegerter | Technomag-CIP              | Suter        | 21   | +19.994   | 29      |       |
| 17  | 17 | Karel Abraham      | Cardion AB Motoracing      | FTR          | 21   | +24.969   | 20      |       |
| 18  | 44 | Roberto Rolfo      | Italtrans S.T.R.           | Suter        | 21   | +25.769   | 16      |       |
| 19  | 19 | Xavier Siméon      | Holiday Gym Racing         | Moriwaki     | 21   | +31.094   | 13      |       |
| 20  | 68 | Yonny Hernández    | Blusens-STX                | BQR-Moto2    | 21   | +31.171   | 27      |       |
| 21  | 45 | Scott Redding      | Marc VDS Racing            | Suter        | 21   | +37.770   | 28      |       |
| 22  | 71 | Claudio Corti      | Forward Racing             | Suter        | 21   | +39.183   | 22      |       |
| 23  | 53 | Valentin Debise    | WTR San Marino             | ADV          | 21   | +39.405   | 37      |       |
| 24  | 41 | Arne Tode          | Racing Team Germany        | Suter        | 21   | +40.613   | 18      |       |
| 25  | 21 | Vladimir Leonov    | Vector Kiefer Racing       | Suter        | 21   | +43.358   | 30      |       |
| 26  | 9  | Kenny Noyes        | Jack & Jones by A.Banderas | Promoharris  | 21   | +43.997   | 33      |       |
| 27  | 8  | Anthony West       | MZ Racing                  | MZ-RE Honda  | 21   | +53.748   | 39      |       |
| 28  | 59 | Niccolò Canepa     | RSM Team Scot              | Force GP210  | 21   | +54.387   | 31      |       |
| 29  | 76 | Bernat Martínez    | Maquinza-SAG               | Bimota       | 21   | +57.035   | 36      |       |
| 30  | 88 | Yannick Guerra     | Holiday Gym G22            | Moriwaki     | 21   | +58.612   | 40      |       |

### Ritirati
| Nº | Pilota              | Squadra                   | Motocicletta | Giri | Griglia |
| -- | ------------------- | ------------------------- | ------------ | ---- | ------- |
| 39 | Robertino Pietri    | Italtrans S.T.R.          | Suter        | 18   | 32      |
| 14 | Ratthapark Wilairot | Thai Honda PTT Singha SAG | Bimota       | 16   | 24      |
| 63 | Mike Di Meglio      | Mapfre Aspar              | Suter        | 15   | 21      |
| 61 | Vladimir Ivanov     | Gresini Racing            | Moriwaki     | 15   | 30      |
| 35 | Raffaele De Rosa    | Tech 3 Racing             | Tech 3       | 11   | 14      |
| 75 | Mattia Pasini       | JIR Moto2                 | MotoBi       | 7    | 25      |
| 16 | Jules Cluzel        | Forward Racing            | Suter        | 4    | 4       |
| 80 | Axel Pons           | Tenerife 40 Pons          | Pons Kalex   | 4    | 8       |
| 96 | Anthony Delhalle    | Blusens-STX               | BQR-Moto2    | 3    | 41      |
| 52 | Lukáš Pešek         | Matteoni CP Racing        | Moriwaki     | 2    | 17      |

### Non partito
| Nº | Pilota     | Squadra                    | Motocicletta | Griglia |
| -- | ---------- | -------------------------- | ------------ | ------- |
| 5  | Joan Olivé | Jack & Jones by A.Banderas | Promoharris  | 34      |

## Classe 125
Da questo Gran Premio Simone Grotzkyj prende il posto di Riccardo Moretti al team Fontana Racing, lo stesso Moretti riesce comunque a trovare un posto nel team Junior GP FMI.
Vengono assegnate anche cinque wildcard a: Luigi Morciano, Alessandro Tonucci, Tommaso Gabrielli, Armando Pontone e Mattia Tarozzi, tutti su Aprilia.
Adrián Martín non parte a causa di un infortunio rimediato nelle qualifiche.
Quattro piloti si contendono la vittoria praticamente in volata: la spunta l'iberico Marc Márquez, che ottiene così la sua prima vittoria in carriera.

### Arrivati al traguardo
| Pos | Nº | Pilota               | Squadra                       | Motocicletta | Giri | Tempo     | Griglia | Punti |
| --- | -- | -------------------- | ----------------------------- | ------------ | ---- | --------- | ------- | ----- |
| 1   | 93 | Marc Márquez         | Red Bull Ajo Motorsport       | Derbi        | 20   | 39:53.153 | 6       | 25    |
| 2   | 40 | Nicolás Terol        | Bancaja Aspar                 | Aprilia      | 20   | +0.039    | 4       | 20    |
| 3   | 44 | Pol Espargaró        | Tuenti Racing                 | Derbi        | 20   | +0.116    | 2       | 16    |
| 4   | 38 | Bradley Smith        | Bancaja Aspar                 | Aprilia      | 20   | +0.161    | 3       | 13    |
| 5   | 7  | Efrén Vázquez        | Tuenti Racing                 | Derbi        | 20   | +10.281   | 8       | 11    |
| 6   | 35 | Randy Krummenacher   | Stipa-Molenaar Racing GP      | Aprilia      | 20   | +10.364   | 5       | 10    |
| 7   | 12 | Esteve Rabat         | Blusens-STX                   | Aprilia      | 20   | +10.562   | 7       | 9     |
| 8   | 71 | Tomoyoshi Koyama     | Racing Team Germany           | Aprilia      | 20   | +36.341   | 10      | 8     |
| 9   | 14 | Johann Zarco         | WTR San Marino                | Aprilia      | 20   | +36.411   | 9       | 7     |
| 10  | 99 | Danny Webb           | Andalucia Cajasol             | Aprilia      | 20   | +36.730   | 13      | 6     |
| 11  | 94 | Jonas Folger         | Ongetta Team                  | Aprilia      | 20   | +36.775   | 23      | 5     |
| 12  | 5  | Alexis Masbou        | Ongetta Team                  | Aprilia      | 20   | +45.871   | 17      | 4     |
| 13  | 78 | Marcel Schrötter     | Interwetten Honda             | Honda        | 20   | +45.879   | 18      | 3     |
| 14  | 53 | Jasper Iwema         | CBC Corse                     | Aprilia      | 20   | +45.895   | 11      | 2     |
| 15  | 15 | Simone Grotzkyj      | Fontana Racing                | Aprilia      | 20   | +46.060   | 20      | 1     |
| 16  | 51 | Riccardo Moretti     | Junior GP FMI                 | Aprilia      | 20   | +50.305   | 22      |       |
| 17  | 84 | Jakub Kornfeil       | Racing Team Germany           | Aprilia      | 20   | +50.789   | 21      |       |
| 18  | 95 | Alessandro Tonucci   | Junior GP Racing Team FMI     | Aprilia      | 20   | +53.145   | 15      |       |
| 19  | 98 | Mattia Tarozzi       | Faenza Racing                 | Aprilia      | 20   | +1:19.447 | 26      |       |
| 20  | 97 | Armando Pontone      | Junior GP Racing Team FMI     | Aprilia      | 20   | +1:19.541 | 28      |       |
| 21  | 63 | Zulfahmi Khairuddin  | AirAsia - Sepang Int. Circuit | Aprilia      | 20   | +1:19.545 | 27      |       |
| 22  | 60 | Michael van der Mark | Lambretta Reparto Corse       | Lambretta    | 20   | +1:21.764 | 29      |       |

### Ritirati
| Nº | Pilota            | Squadra                       | Motocicletta | Giri | Griglia |
| -- | ----------------- | ----------------------------- | ------------ | ---- | ------- |
| 23 | Alberto Moncayo   | Andalucia Cajasol             | Aprilia      | 16   | 14      |
| 92 | Luigi Morciano    | Junior GP Racing Team FMI     | Aprilia      | 16   | 16      |
| 69 | Louis Rossi       | CBC Corse                     | Aprilia      | 14   | 31      |
| 50 | Sturla Fagerhaug  | AirAsia - Sepang Int. Circuit | Aprilia      | 12   | 19      |
| 11 | Sandro Cortese    | Avant Mitsubishi Ajo          | Derbi        | 7    | 1       |
| 32 | Lorenzo Savadori  | Matteoni CP Racing            | Aprilia      | 4    | 25      |
| 96 | Tommaso Gabrielli | Racing Team Gabrielli         | Aprilia      | 3    | 24      |
| 72 | Marco Ravaioli    | Lambretta Reparto Corse       | Lambretta    | 3    | 32      |
| 87 | Luca Marconi      | Ongetta Team                  | Aprilia      | 1    | 30      |

### Non partiti
| Nº | Pilota        | Squadra                    | Motocicletta | Griglia |
| -- | ------------- | -------------------------- | ------------ | ------- |
| 39 | Luis Salom    | Stipa-Molenaar Racing GP   | Aprilia      | 12      |
| 26 | Adrián Martín | Aeroport de Castello - Ajo | Aprilia      | 33      |